# Правоохранительные органы Таджикистана

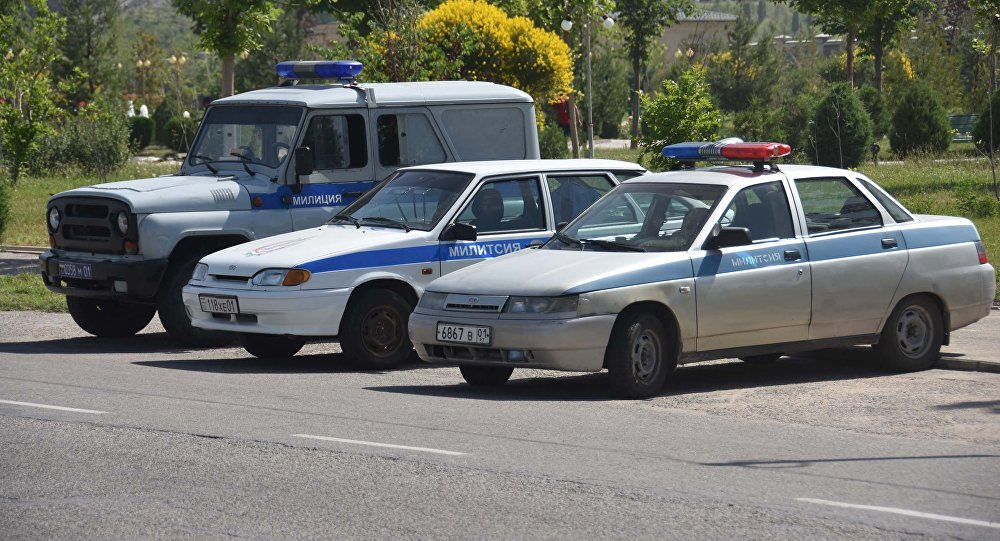
Автомобили милиции Таджикистана

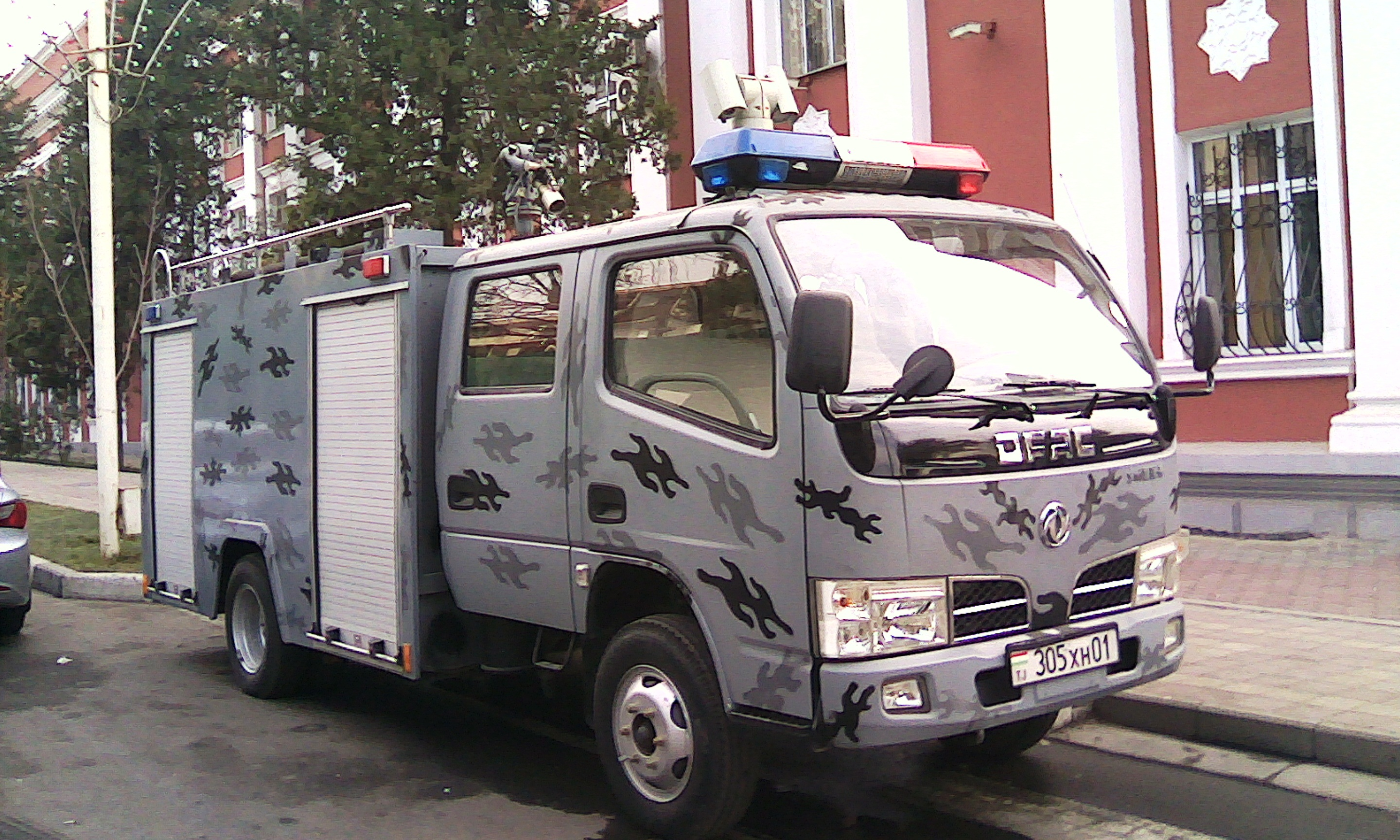
Спецмашина МВД Таджикистана

Правоохранительные органы Республики Таджикистан представляют субъектную составляющую правоохранительной системы Республики Таджикистан. К ним относятся: органы прокуратуры, Министерство внутренних дел Республики Таджикистан (контролирующее милицию в стране, а также Внутренние войска МВД Таджикистана и Национальную гвардию), Государственный комитет национальной безопасности Республики Таджикистан, Агентство по государственному финансовому контролю и борьбе с коррупцией Республики Таджикистан, Агентство по контролю за наркотиками при Президенте Республики Таджикистан, Налоговый комитет при Правительстве Республики Таджикистан, Таможенная служба при Правительстве Республики Таджикистан и Государственный нотариат. Наряду с правоохранительными органами в правоохранительную систему Республики Таджикистан входят и правозащитные органы. 
Несмотря на это, в законодательстве Республики Таджикистан определение понятия «правоохранительный орган» не зафиксировано и нет строго перечня тех органов, которые должны относиться к правоохранительным. 

## Исторический обзор
Первые шаги по созданию единой системы правоохранительных органов государства на территории Республики Таджикистан были предприняты после установления советской власти в Ходженте и Ура-Тюбе в начале 1918 г. В одном из первых постановлений уездных революционных комитетов был установлен порядок прекращения деятельности старой судебной системы и создания новой. После утверждения советской власти на всей территории Северного Таджикистана 5 марта 1918 г. перед всеми местными советами была постановлена задача создания революционных трибуналов. 13 марта 1918 г. был создан Революционный трибунал, действовавший на основе «Положения о революционных трибуналах», утвержденного в феврале 1920 г. ЦИК Туркестанской АССР.
23 ноября 1923 г. в целях укрепления законности, обеспечения контроля за соблюдением законов со стороны граждан, работников государственных органов и государственных учреждений была создана прокуратура Бухарской Народной Советской Республики. До создания прокуратуры контрольные функции были возложена на ряд других органов, в том числе на революционные трибуналы. Функции органов внутренних дел в Бухарском эмирате были возложены на миршаба двора эмира, который руководил деятельностью миршабов не только в городах, но и во всех бекствах эмирата. В Бухарском эмирате действовала единая система полицейского надзора в центре и на местах (бекствах, амлокдарствах, арбабствах) и т. д. Важнейшими структурами органов полицейского надзора в колониальном Туркестане была местная жандармерия и конная сторожевая служба, действовавшие в основном в городах и уездных центрах. В дальнейшем, после победы революции и установления советской власти в Северном Таджикистане, на основе Декрета СНК от 20 ноября 1917 г. о создании народной милиции во всех уездах были упразднены должности полицейских, функции которых были возложены на пролетарскую милицию, подчинявшуюся волостным советам . 19 июля 1919 г. в соответствии с «Положением о Советской рабоче-крестьянской милиции Туркестанской республики Российской Советской Федерации» были образованы уездные, городские и волостные управления милиции при местных советах власти. В соответствии с утвержденным «Положением о рабочекрестьянской милиции» в состав органов милиции входили органы милиции: в городах и уездах; на фабрично-заводских и промышленных объектах; на железнодорожном транспорте; на водном транспорте (реках и морях), а также разыскная милиция. 
Таким образом, до проведения национально-территориального размежевания в республиках Центральной Азии в 1924 г. была создана и действовала единая система правоохранительных органов, основным структурным элементом которой стала милиция.

## Современное состояние правоохранительных органов

### Милиция Таджикистана

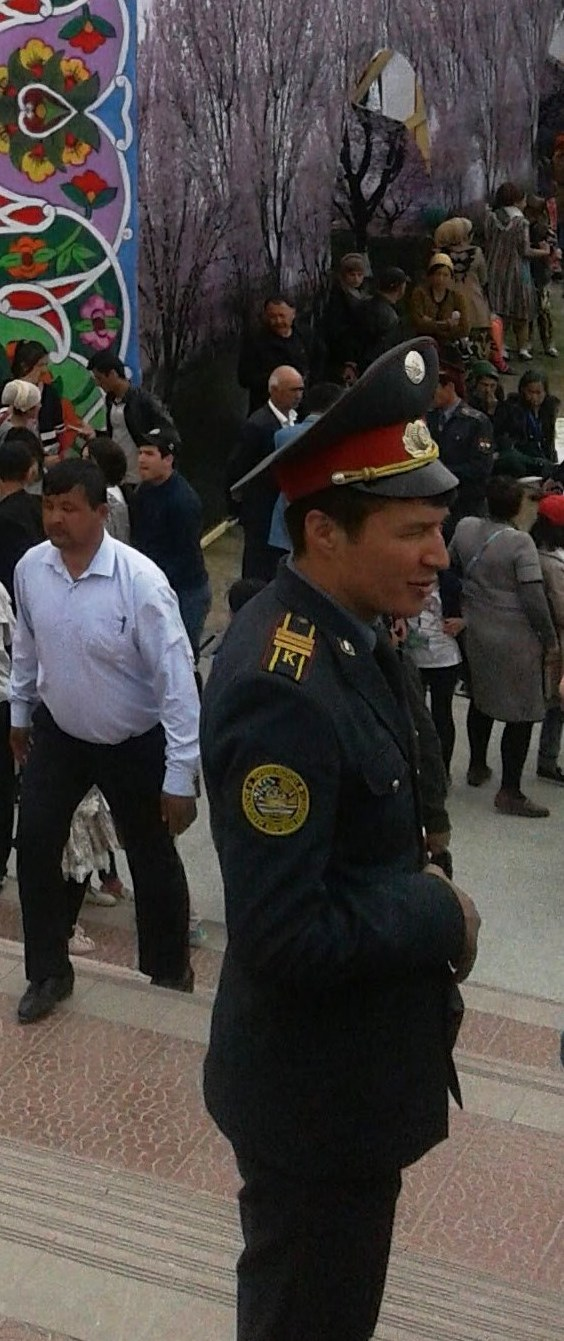
Таджикский милиционер

Правовое положение милиции закреплено в законе Республики Таджикистан «О милиции (2004). Согласно ему, единую систему МВД составляют управления и отделы внутренних дел местных органов власти, а также подразделения милиции, пожарной охраны, внутренние войска, исправительно-трудовые учреждения, учебные заведения и другие подведомственные им подразделения, учреждения, организации и предприятия. Милиция является составной частью системы МВД. В структуру милиции входят следующие подразделения: отделы охраны общественного порядка, уголовного розыска, борьбы с экономическими преступлениями, борьбы с наркотиками, с организованными преступлениями, паспортной работы, государственной автомобильной инспекции, создаваемые МВД республики, в управлениях и отделах внутренних дел местных хукуматов. На железнодорожном и воздушном транспорте создаются подразделения транспортной милиции.

### Внутренние войска МВД Таджикистана
Согласно закону "О внутренних войсках Министерства внутренних дел Республики Таджикистан" от 28 декабря 1993 года № 916, Внутренние войска являются основной силовой составляющей МВД Республики Таджикистан, а также решающей силой, выполняющей функции обеспечения внутренней безопасности государства в мирное время и решения отдельных задач обороны страны в военное время 3. В условиях чрезвычайного положения внутренние войска МВД Республики Таджикистан принимают участие в пресечении массовых беспорядков; осуществляют контрольно-пропускной режим; обеспечивают режим комендантского часа; несут охрану стратегических и иных важных объектов, а также участвуют в ликвидации последствий аварий, катастроф, пожаров, стихийных бедствий и др.

### Национальная гвардия Таджикистана

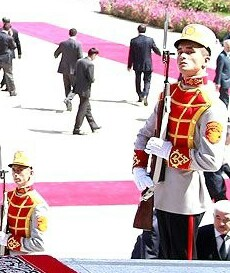
Нацгвардеец Таджикистана на параде

В систему правоохранительных органов Республики Таджикистан входит и Национальная гвардия, деятельность которой регулируется Законом Республики Таджикистан от 15 июля 2004 года № 50 «О Национальной гвардии Республики Таджикистан». Согласно этому закону, Национальная гвардия является самостоятельным воинским формированием специального назначения, находящимся в непосредственном подчинении Президента Республики Таджикистан – Верховного Главнокомандующего её Вооруженными Силами. К числу основных задач и прав Национальной гвардии, установленных ст. 7 Закона, относится, в частности, осуществление охранных, режимных, оперативно-розыскных, технических и других мероприятий по обеспечению безопасности объектов, подлежащих государственной охране, охрана и оборона охраняемых объектов, а также зданий, сооружений и прилегающих к ним территорий (земельные участки) и акватории, перечень которых определяет Президент Республики.

### Государственный комитет национальной безопасности
В соответствии с Законом Республики Таджикистан от 20 марта 2008 года № 362 «Об органах национальной безопасности Республики Таджикистан», объединяет Государственный комитет национальной безопасности, пограничные войска, управления, службы, отделы, отделения, центры и группы, а также управления, отделы и отделения по Горно-Бадахшанской автономной области, областей, города Душанбе, городов и районов (территориальные органы национальной безопасности Республики Таджикистан) в один орган национальной безопасности. Кроме того, уже традиционно для многих постсоветских государств, пограничные войска также являются составным подразделением ГКНБ Р. В числе основных задач названных органов, статья 11 Закона называет защиту независимости и территориальной целостности Республики Таджикистан, обеспечение её национальной безопасности в политической, экономической, военностратегической, научно-технической, информационной и экологической сферах; борьбу в пределах своей компетенции с организованной преступностью, контрабандой, и прочими экономическими преступлениями коррупционного характера.